# Megaselia imbricata
Megaselia imbricata är en tvåvingeart som beskrevs av Borgmeier 1961. Megaselia imbricata ingår i släktet Megaselia och familjen puckelflugor. Inga underarter finns listade i Catalogue of Life.